# STS-52
STS-52 e петдесет и първата мисия на НАСА по програмата Спейс шатъл и тринадесети полет на совалката Колумбия. Основната цел на полета е пускането в орбита на американско-италианския спътник LAGEOS-2 и експерименти с разположената в товарния отсек на совалката платформа USMP-1.

## Екипаж
| Пост                         | Астронавт                                   |
| ---------------------------- | ------------------------------------------- |
| Командир                     | Джеймс Уитърби втори космически полет       |
| Пилот                        | Майкъл Бейкър втори космически полет        |
| Специалист на мисията 1      | Чарлс Вич втори космически полет            |
| Специалист на мисията 2      | Уилям Шепърд трети космически полет         |
| Специалист на мисията 3      | Тамара Джерниган втори космически полет     |
| Специалист по полезния товар | Стивън Маклейн (ККА) първи космически полет |

- Броят на полетите е преди и включително тази мисия.

## Полетът
Едната от основните цели на мисията е пускането в орбита на съвместно разработения лазерен геодезически спътник LAGEOS-2 (от LАser GЕodynamics Sаtellite) между НАСА и ASI. Той е изстрелян на втория ден от полета на първоначално елиптична орбита, а по-късно минава на орбита с височина от около 5800 км.
Втората основна цел е активирането на US Microgravity Payload-1 (USMP-1). Tя e aктивирана на първия ден от мисията и в програмата са включени 3 експеримента: Lambda Point Experiment; Matériel Pour L'Etude Des Phénomènes Intéressant La Solidification Sur Et En Orbite (MEPHISTO), спонсориран от френския Национален център за космически изследвания (CNES) и космическата система за измерване на ускорението (Space Acceleration Measurement System (SAMS)).
В товарното отделение се провежда канадската програма Canex-2, който се състои от:
- Space Vision System (SVS);
- експозицията нa материали на ниска околоземна орбита (Materials Exposure in Low-Earth Orbit (MELEO));
- експериментите
  - Queen's University Experiment in Liquid-Metal Diffusion (QUELD);
  - Phase Partitioning in Liquids (PARLIQ);
  - Sun Photospectrometre Earth Atmosphere Measurement-2 (SPEAM-2);
  - Orbiter Glow 2 (OGLOW-2);
  - Space Adaptation Tests and Observations (SATO).

На 9-ия ден от полета е изстрелян малък спътник за продължаване на експеримента SVS.

## Параметри на мисията
- Маса:
  - При кацане: 97 201 кг
  - Маса на полезния товар: 17 810 кг
- Перигей: 304 км
- Апогей: 307 км
- Инклинация: 28,5°
- Орбитален период: 90.6 мин

## Галерия
- Стартът на совалката
- Стартът от високо
- В пилотската кабина
- Извеждането на LAGEOS-2
- Експериментът CANEX-2